# Anton Šipulin
Anton Vladimirovič Šipulin (in russo Антон Владимирович Шипулин?; Tjumen', 21 agosto 1987) è un ex biatleta russo.

## Biografia

### Stagioni 2005-2010
Anton Šipulin, fratello di Anastasija Kuz'mina (a sua volta biatleta) e attivo dalla stagione 2004-2005, ai Mondiali juniores di Val Martello 2007 ha vinto la medaglia d'argento nell'individuale e a quelli di Ruhpolding 2008 l'oro nella sprint, nell'inseguimento e nella staffetta e l'argento nell'individuale.
In Coppa del Mondo ha esordito il 10 gennaio 2009 a Oberhof in sprint (72º) e ha ottenuto la prima vittoria, nonché primo podio, il 17 gennaio 2010 a Ruhpolding in staffetta; ai successivi XXI Giochi olimpici invernali di Vancouver 2010, suo esordio olimpico, si è classificato 35º nell'individuale, 29º nella sprint, 19º nell'inseguimento e 21º nella partenza in linea mentre nella staffetta la squadra russa, alla quale inizialmente era stata assegnata la medaglia di bronzo, è stata in seguito squalificata.

### Stagioni 2011-2013
Ai Mondiali di Chanty-Mansijsk 2011, suo esordio iridato, si è piazzato 36º nella sprint e 20º nell'inseguimento mentre nella staffetta la squadra russa, alla quale inizialmente era stata assegnata la medaglia d'argento, è stata in seguito squalificata; nella successiva rassegna iridata di Ruhpolding 2012 ha vinto la medaglia di bronzo nell'inseguimento ed è stato 13º nella sprint, 28º nella partenza in linea, 6º nella staffetta e 5º nella staffetta mista.
Ai Mondiali di Nové Město na Moravě 2013 ha conquistato la medaglia d'argento nella partenza in linea, quella di bronzo nell'inseguimento, si è classificato 33º nell'individuale, 7º nella sprint, 6º nella staffetta mista e nella staffetta la squadra russa è stata squalificata; in quella stessa stagione 2012-2013 si è piazzato al 3º posto nella Coppa del Mondo di inseguimento.

### Stagioni 2014-2016

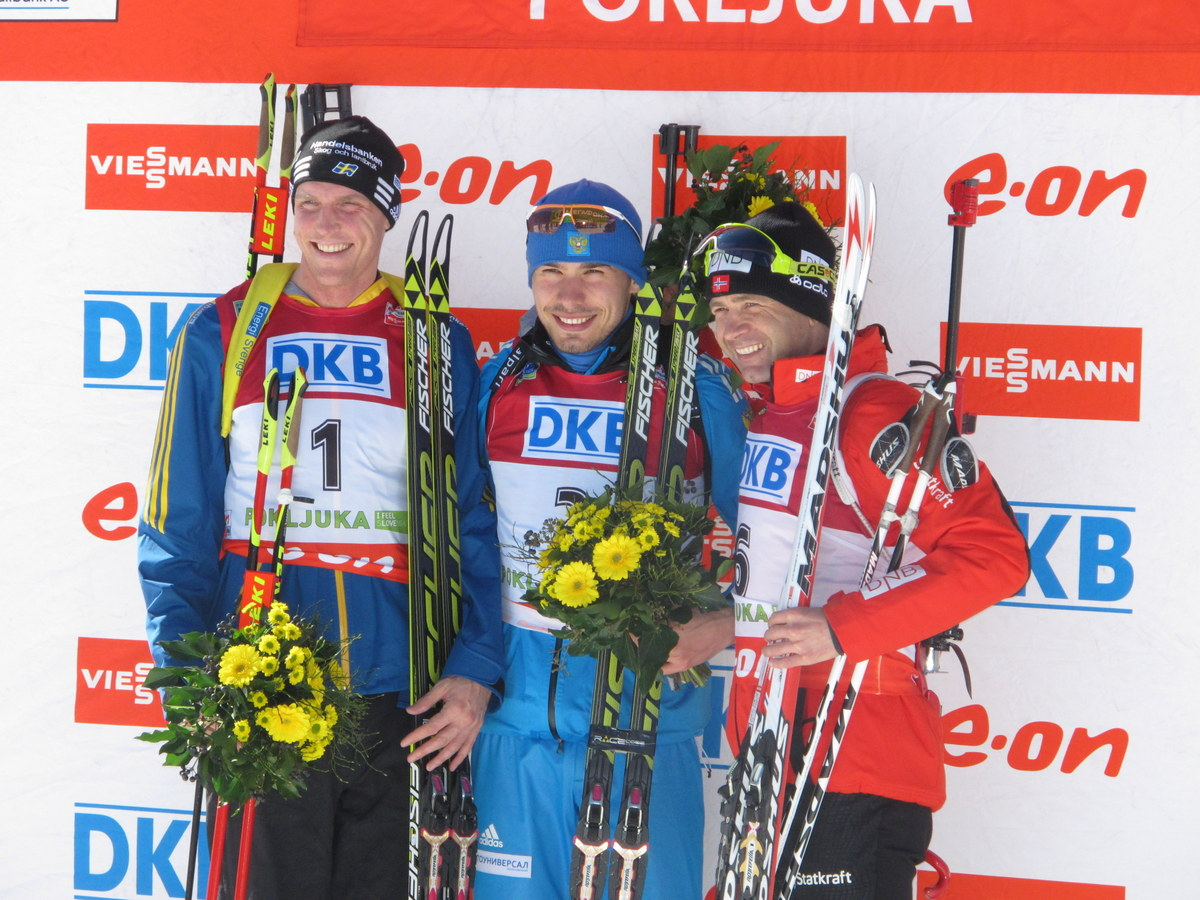
Il podio dell'inseguimento di Coppa del Mondo di Pokljuka dell'8 marzo 2014, gara vinta da Anton Šipulin (al centro) davanti allo svedese Björn Ferry (a sinistra) e al norvegese Ole Einar Bjørndalen (a destra)

Ai XXII Giochi olimpici invernali di Soči 2014, sua ultima presenza olimpica, è stato 4º nella sprint, 13º nell'inseguimento e 11º nella partenza in linea; nella staffetta (dove aveva inizialmente ottenuto la medaglia d'oro) e nella staffetta mista le squadre russe sono state squalificate. Ai Mondiali di Kontiolahti 2015 ha vinto la medaglia d'argento nell'inseguimento e si è classificato 16º nell'individuale, 18º nella sprint, 7º nella partenza in linea, 4º nella staffetta e 10º nella staffetta mista; in quella stagione 2014-2015 ha vinto la Coppa del Mondo di partenza in linea e si è piazzato 2º sia nella classifica generale, sia in quelle di sprint e di inseguimento.
Ai Mondiali di Oslo 2016 è stato 14º nell'individuale, 45º nella sprint, 9º nell'inseguimento, 9º nella partenza in linea, 6º nella staffetta e 7º nella staffetta mista; in quella stagione 2015-2016 in Coppa del Mondo si è piazzato 2º nella classifica di di inseguimento e 3º in quella generale e in quella di partenza in linea.

### Stagioni 2017-2018
Ai Mondiali di Hochfilzen 2017, sua ultima presenza iridata, ha vinto la medaglia d'oro nella staffetta, quella di bronzo nella staffetta mista ed è stato 7º nell'individuale, 21º nella sprint, 4º nell'inseguimento e 4º  nella partenza in linea; in quella stagione 2016-2017 si è piazzato 2º sia nella classifica generale, sia in quelle di individuale e di inseguimento, mentre in quella di partenza in linea è stato 3º.
In Coppa del Mondo ha conquistato l'ultima vittoria l'8 marzo 2018 a Kontiolahti in sprint e l'ultimo podio il 18 marzo 2018 a Oslo Holmenkollen in staffetta (3º); in quella stagione 2017-2018 si è piazzato 3º sia nella classifica generale, sia in quella di inseguimento. Si è ritirato al termine di quella stessa stagione e la sua ultima gara in carriera è stata la partenza in linea di Coppa del Mondo disputata il 25 marzo a Tjumen', chiusa da Šipulin al 16º posto.

## Palmarès

### Mondiali
- 6 medaglie:
  - 1 oro (staffetta[3] a Hochfilzen 2017)
  - 2 argenti (partenza in linea[3] a Nové Město na Moravě 2013; inseguimento[3] a Kontiolahti 2015)
  - 3 bronzi (inseguimento[3] a Ruhpolding 2012; inseguimento[3] a Nové Město na Moravě 2013; staffetta mista[3] a Hochfilzen 2017)

### Mondiali juniores
- 5 medaglie:
  - 3 ori (sprint, inseguimento, staffetta a Ruhpolding 2008)
  - 2 argenti (individuale a Val Martello 2007; individuale a Ruhpolding 2008)

### Coppa del Mondo
- Miglior piazzamento in classifica generale: 2º nel 2015 e nel 2017
- Vincitore della Coppa del Mondo di partenza in linea nel 2015
- 54 podi (40 individuali, 14 a squadre), oltre a quelli conquistati in sede iridata e validi per la Coppa del Mondo:
  - 19 vittorie (11 individuali, 8 a squadre)
  - 15 secondi posti (12 individuali, 3 a squadre)
  - 20 terzi posti (17 individuali, 3 a squadre)

## Onorificenze

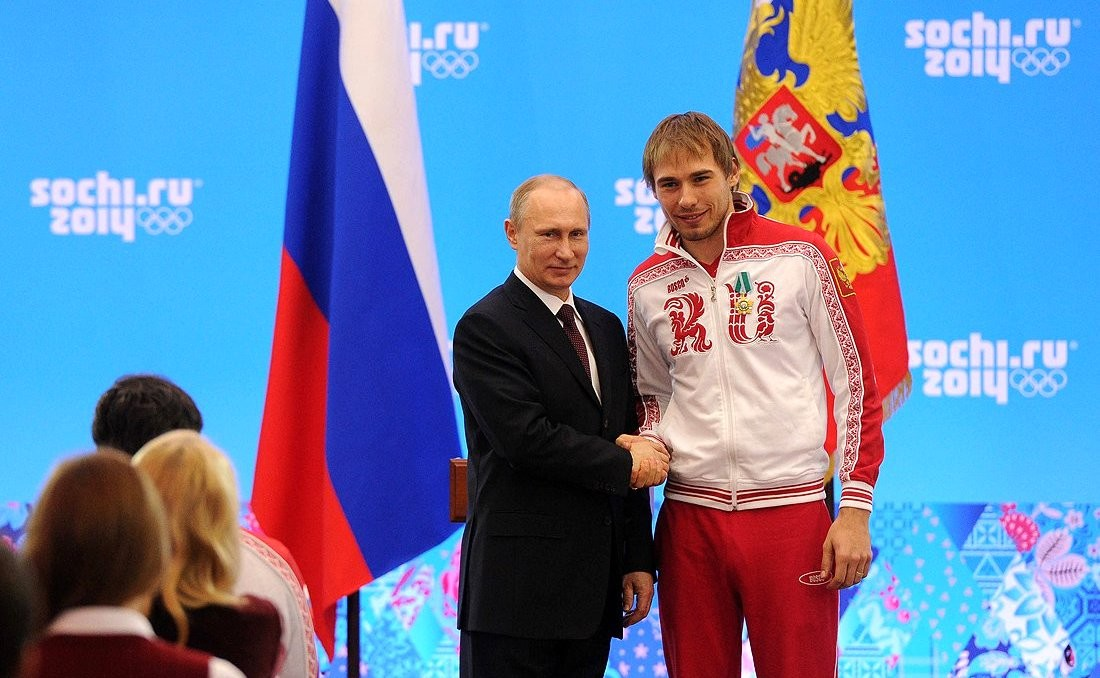
Il conferimento della medaglia dell'Ordine dell'Amicizia ad Anton Šipulin da parte di Vladimir Putin

#### Coppa del Mondo - vittorie
| Data             | Località             | Nazione   | Specialità                                                   |
| ---------------- | -------------------- | --------- | ------------------------------------------------------------ |
| 17 gennaio 2010  | Ruhpolding           | Germania  | RL (con Ivan Čerezov, Maksim Čudov ed Evgenij Ustjugov)      |
| 20 gennaio 2011  | Anterselva           | Italia    | SP                                                           |
| 15 dicembre 2011 | Hochfilzen           | Austria   | MX (con Ol'ga Viluchina, Ol'ga Zajceva e Aleksej Volkov)     |
| 15 gennaio 2012  | Nové Město na Moravě | Rep. Ceca | PU                                                           |
| 4 gennaio 2013   | Oberhof              | Germania  | RL (con Aleksej Volkov, Evgenij Garaničev e Dmitrij Malyško) |
| 18 gennaio 2013  | Anterselva           | Italia    | SP                                                           |
| 19 gennaio 2013  | Anterselva           | Italia    | PU                                                           |
| 8 marzo 2014     | Pokljuka             | Slovenia  | PU                                                           |
| 13 dicembre 2014 | Hochfilzen           | Austria   | RL (con Maksim Cvetkov, Timofej Lapšin e Dmitrij Malyško)    |
| 19 dicembre 2014 | Pokljuka             | Slovenia  | SP                                                           |
| 21 dicembre 2014 | Pokljuka             | Slovenia  | MS                                                           |
| 8 gennaio 2015   | Oberhof              | Germania  | RL (con Evgenij Garaničev, Timofej Lapšin e Dmitrij Malyško) |
| 15 febbraio 2015 | Oslo Holmenkollen    | Norvegia  | RL (con Evgenij Garaničev, Maksim Cvetkov e Dmitrij Malyško) |
| 13 dicembre 2015 | Hochfilzen           | Austria   | RL (con Aleksej Volkov, Evgenij Garaničev e Dmitrij Malyško) |
| 23 gennaio 2016  | Anterselva           | Italia    | PU                                                           |
| 24 gennaio 2016  | Anterselva           | Italia    | RL (con Maksim Cvetkov, Evgenij Garaničev e Dmitrij Malyško) |
| 20 gennaio 2017  | Anterselva           | Italia    | IN                                                           |
| 18 marzo 2017    | Oslo Holmenkollen    | Norvegia  | PU                                                           |
| 8 marzo 2018     | Kontiolahti          | Finlandia | SP                                                           |

Legenda:

IN = individuale

SP = sprint

PU = inseguimento

MS partenza in linea

RL = staffetta

MX = staffetta mista